# Leavenworth (Washington)
Pour les articles homonymes, voir Leavenworth.
Leavenworth est une localité américaine du comté de Chelan, dans l'État de Washington.